# Le Port-Marly
Pour les articles homonymes, voir Marly.
Le Port-Marly est une commune française située dans le département des Yvelines en région Île-de-France.
Ses habitants sont appelés les Marlyportains.

## Géographie

### Localisation
La commune du Port-Marly est située au nord-est du département, à onze kilomètres au nord de Versailles, à trois kilomètres au sud - sud-est de Saint-Germain-en-Laye et à 20 kilomètres du centre de Paris.
Les communes limitrophes sont Croissy-sur-Seine au nord-est (limite théorique puisque dans le bras de Seine au nord-est de l'île de la Loge), Louveciennes au sud-est, Marly-le-Roi à l'ouest et Le Pecq au nord.
Ancienne partie de Marly-le-Roi, Le Port-Marly se trouve en contrebas de cette dernière, le long de la Seine, de part et d'autre de la route nationale 13 qui la traverse du sud-est au nord-ouest. L'extrémité nord de l'île de la Loge fait partie du territoire communal mais aucune communication directe n'existe entre le centre-ville et l'île : un pont routier unique, situé à Bougival la dessert. Depuis 2017, elle est également reliée à la ville par une passerelle piétonne.

### Climat
Pour des articles plus généraux, voir Climat de l'Île-de-France et Climat des Yvelines.
En 2010, le climat de la commune est de type climat océanique dégradé des plaines du Centre et du Nord, selon une étude du CNRS s'appuyant sur une série de données couvrant la période 1971-2000. En 2020, Météo-France publie une typologie des climats de la France métropolitaine dans laquelle la commune est dans une zone de transition entre le climat océanique et le climat océanique altéré et est dans la région climatique  Sud-ouest du bassin Parisien, caractérisée par une faible pluviométrie, notamment au printemps (120 à 150 mm) et un hiver froid (3,5 °C). 
Pour la période 1971-2000, la température annuelle moyenne est de 11,9 °C, avec une amplitude thermique annuelle de 14,8 °C. Le cumul annuel moyen de précipitations est de 648 mm, avec 11,1 jours de précipitations en janvier et 7,9 jours en juillet. Pour la période 1991-2020, la température moyenne annuelle observée sur la station météorologique la plus proche, située sur la commune de Trappes à 14 km à vol d'oiseau, est de 11,6 °C et le cumul annuel moyen de précipitations est de 686,3 mm,. Pour l'avenir, les paramètres climatiques de la commune estimés pour 2050 selon différents scénarios d'émission de gaz à effet de serre sont consultables sur un site dédié publié par Météo-France en novembre 2022.

## Urbanisme

### Typologie
Au 1er janvier 2024, Le Port-Marly est catégorisée grand centre urbain, selon la nouvelle grille communale de densité à sept niveaux définie par l'Insee en 2022.
Elle appartient à l'unité urbaine de Paris, une agglomération inter-départementale regroupant 407  communes, dont elle est une commune de la banlieue,,. Par ailleurs la commune fait partie de l'aire d'attraction de Paris, dont elle est une commune du pôle principal,. Cette aire regroupe 1 929 communes,.

### Voies de communication et transports

#### Voies routières
La commune abrite deux échangeurs routiers d'importance :
- l'un, au nord de la commune, en limite du Pecq, assure la fusion de la route nationale 13 venant de Chambourcy au nord-ouest avec la route nationale 186 venant du pont du Pecq au nord-est et la route départementale 7 venant du centre de Marly-le-Roi au sud
- l'autre, au centre de la commune, permet la séparation de la RN 13 qui continue au sud-est vers Bougival et de la route nationale 186 qui part vers le sud, vers l'autoroute A13 et Versailles.

#### Transports en commun
La commune est desservie par des lignes de bus.
Au plan ferroviaire, la station SNCF la plus proche est la gare de Marly-le-Roi sur la ligne L.

#### Transport actif
La commune est bien équipée en pistes cyclables, en particulier pour le secteur situé entre les berges de la Seine et la RN13. Ces pistes relient notamment les établissements scolaires, les équipements sportifs et les commerces.
Elle s'est également dotée d'une piste cyclable qui chemine le long les berges de la Seine, nommé Piste des impressionnistes. Cette piste se poursuit en aval au Pecq, en revanche elle s'interrompt en amont à Louveciennes, dont les berges sont totalement inaccessibles, l'ancien chemin de halage étant privatisé par des commerces et péniches.

## Toponymie
Le nom de la localité est mentionné, dans un acte notarié, sous les formes « Port de la Loge » ou « Port de Marly » au XIIIe siècle. En 1572, Jacques Nicolas, reçoit en legs un port et un passage appelé « Port de la Loge ». Il y installe un bac ; peut-être celui qu’empruntait le jeune Charles IX pour y rejoindre sa belle maîtresse, Marie Touchet, sur l’Île de la Loge.
Le port, bien situé au creux d’une boucle de la Seine, était le seul débouché offert au bourg dans un temps où le fleuve était l’unique et plus sûr moyen de communication.
Le Port Marly était jusqu'en 1819, un hameau de Marly-le-Roi, le petit port de la paroisse de Marly est maintenant une commune.

## Histoire
Ve siècle Certains historiens ont suggéré que le port était un entrepôt romain. Merilus, propriétaire gallo-romain possédait une villa (fondus) à Marly.
VIe – XIIe siècle Les moines s’employant au défrichement de la forêt de Cruye (Marly) favorisent le développement du bourg et partant l’importance du port, bien situé au creux d’une boucle de la Seine, il était le seul débouché offert au bourg dans un temps où le fleuve était l’unique et plus sûr moyen de communication.
XIIIe siècle Un acte notarié atteste le port indifféremment nommé « Port de la Loge » ou « Port de Marly ».
XIVe – XVe siècle Alors que la branche cadette des Montmorency règne sur le haut Marly, les seigneurs de Prunay, leurs vassaux, possédaient le manoir et la ferme situés sur le territoire indivis du port et de Louveciennes. Couverts de vignes, les coteaux de Marly produisent un petit « clairet » jugé digne d’abreuver la table royale, les tonneaux sont évacués par le port en direction de Paris, de la Normandie et même de l’Angleterre.
XVIe siècle En 1572, Jacques Nicolas, bourgeois de Paris, reçoit en legs un port et un passage appelé « Port de la Loge ». Il y installe un bac, peut-être celui qu’empruntait le jeune Charles IX pour y rejoindre sa belle maîtresse, Marie Touchet, sur l’île de la Loge.
XVIIe siècle Louis XIV a quitté Saint-Germain pour les fastes de Versailles tout en goûtant quelque détente dans sa résidence de Marly. Pour les besoins de la cour il donne, par lettres patentes de 1693, la primauté au port de Marly sur celui d’Aupec (Le Pecq).
XVIIIe siècle Le trafic de marchandises du port s’est tellement développé qu’il nécessite la présence d’un notaire royal. Le port compte alors une population laborieuse de 165 feux (700 hab.) toute occupée aux activités du fleuve ou aux exploitations des fours à chaux. C’est dans le dernier quart de ce siècle que le village va vivre sa mutation la plus profonde. En 1778, Louis XVI l’a doté d’une chapelle bientôt érigée en cure et paroisse Saint-Louis (1785). C’est sur cette église et paroisse que les habitants s’appuieront pour demander leur détachement de Marly et éliront leur propre municipalité.
Le Port-Marly, commune indépendante Le Port-Marly devient une commune indépendante en février 1790. Après la période révolutionnaire, la population ne compte plus que 500 habitants, le commerce a périclité, l’église est ruinée, l’école de Louis XVI fermée.
1806 Le château, ancien manoir des seigneurs de Prunay est reconstruit tel que nous le connaissons (actuellement hôtel de ville).
1819 Le cadastre fixant le territoire du Port-Marly est enfin établi à 144 hectares.
1846 Alexandre Dumas fait ériger sur le coteau des Montferrands, le château de Monte-Cristo, fastueuse demeure faussement Renaissance et le château d’If néo-gothique.
1850 C’est la grande explosion démographique, commerciale et industrielle. Replié depuis des siècles sur une même population contractant le plus souvent des mariages consanguins, le village s’ouvre aux nombreux provinciaux victimes de l’exode rural vers la capitale. Pêcheurs, bateaux de bain, tireurs de sable, bateaux lavoirs si chers aux peintres, animent les bords de Seine, un fleuve pollué par les diverses industries de papier, de tissus imprimés, et d’eau de javel.
Des carriers venus de Meudon ouvrent les carrières des Montferrands pour la grande production de blanc d’Espagne. Plus haut, dans la rue de Versailles, s’étendent d’autres galeries d’exploitation de craie. La commune songe seulement à aménager son port, pourtant centre d’activités de celle-ci. Elle doit auparavant en acheter les terrains (ancienne propriété royale, demeurée d’État) qu’elle croyait siens.
1853 La famille Rodrigues-Henriques s’installe au château des Lions. Elle y recevra le peintre Camille Corot qui exécutera en 1872 plusieurs tableaux célèbres – « Le Tournant de la Seine », la « Montre », la « Promenade au Château des Lions ». La commune termine le siècle en beauté en se dotant d’un groupe mairie-écoles (garçons et filles) en discussion depuis 29 ans. À la même époque Sisley, Pissarro, Lebourg, Loiseau… s’inspireront des couleurs changeantes du fleuve.
1854 Un décret impérial accorde à un habitant de Marly-le-Roi, le vicomte de Mazenod, la concession d'un tramway à chevaux de Rueil-Gare à Port-Marly, via Rueil-Ville et Bougival, soit 7,3 km. Ce sera la première ligne d'Europe du « tramway américain » (voitures sur rails tirées par des chevaux). Ouverte partiellement à l'exploitation en août 1855 puis le 18 juillet 1856 jusqu’à Port-Marly, la ligne fonctionna - avec quelques vicissitudes notamment pendant la guerre de 1870 - jusqu'en octobre 1877.
Certaines « haltes » de l'époque sont encore aujourd'hui des arrêts d'autobus (Bas-Prunay, Saint-Fiacre).

Les Peintres à Port-Marly en 1872
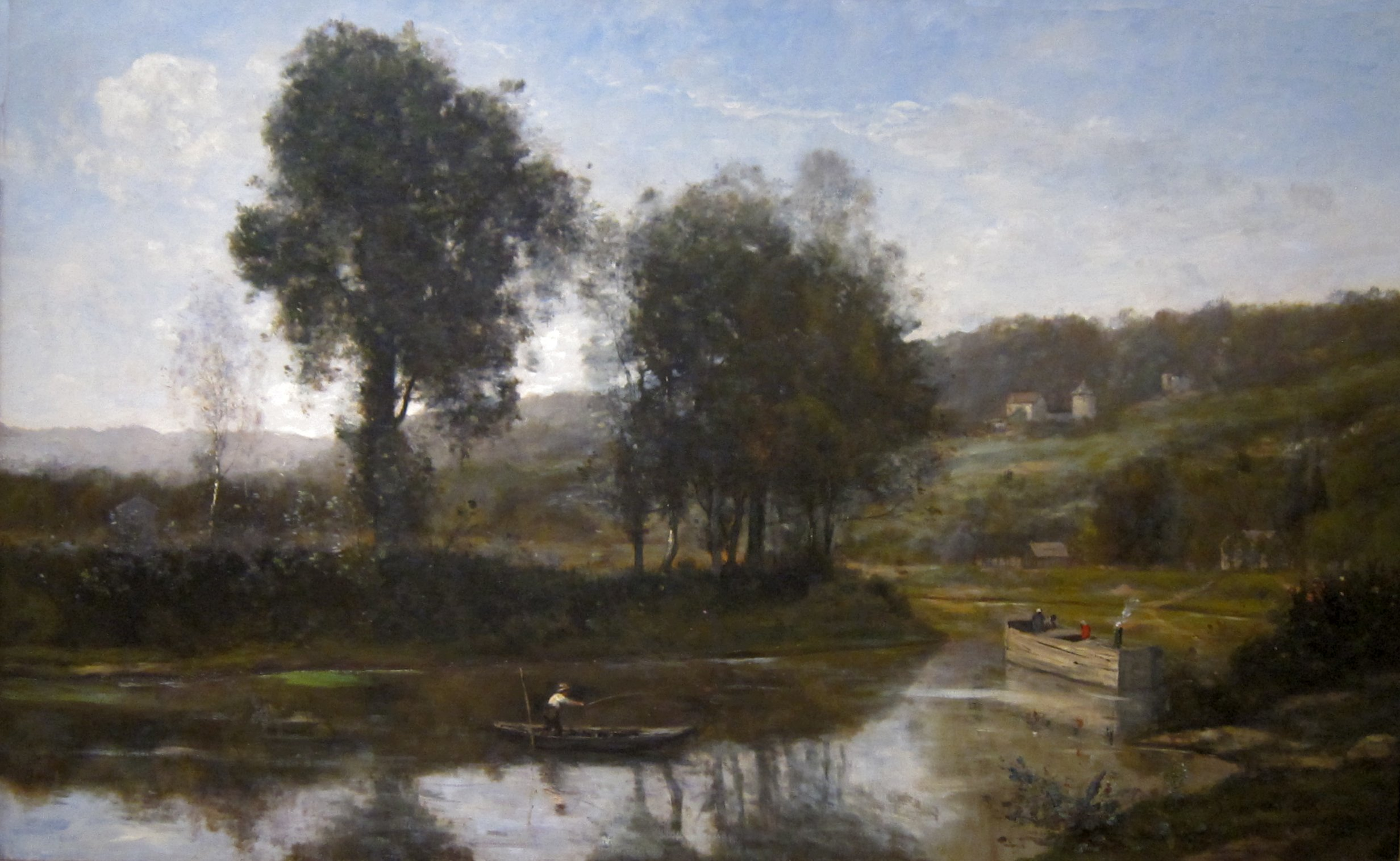
Le Tournant de la Seine à Port-Marly Camille Corot Musée d'art de Cincinnati
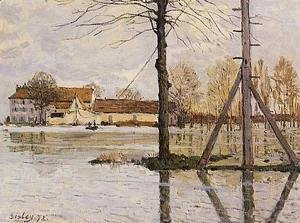
Le Bac de l'île de la Loge, inondation Alfred Sisley
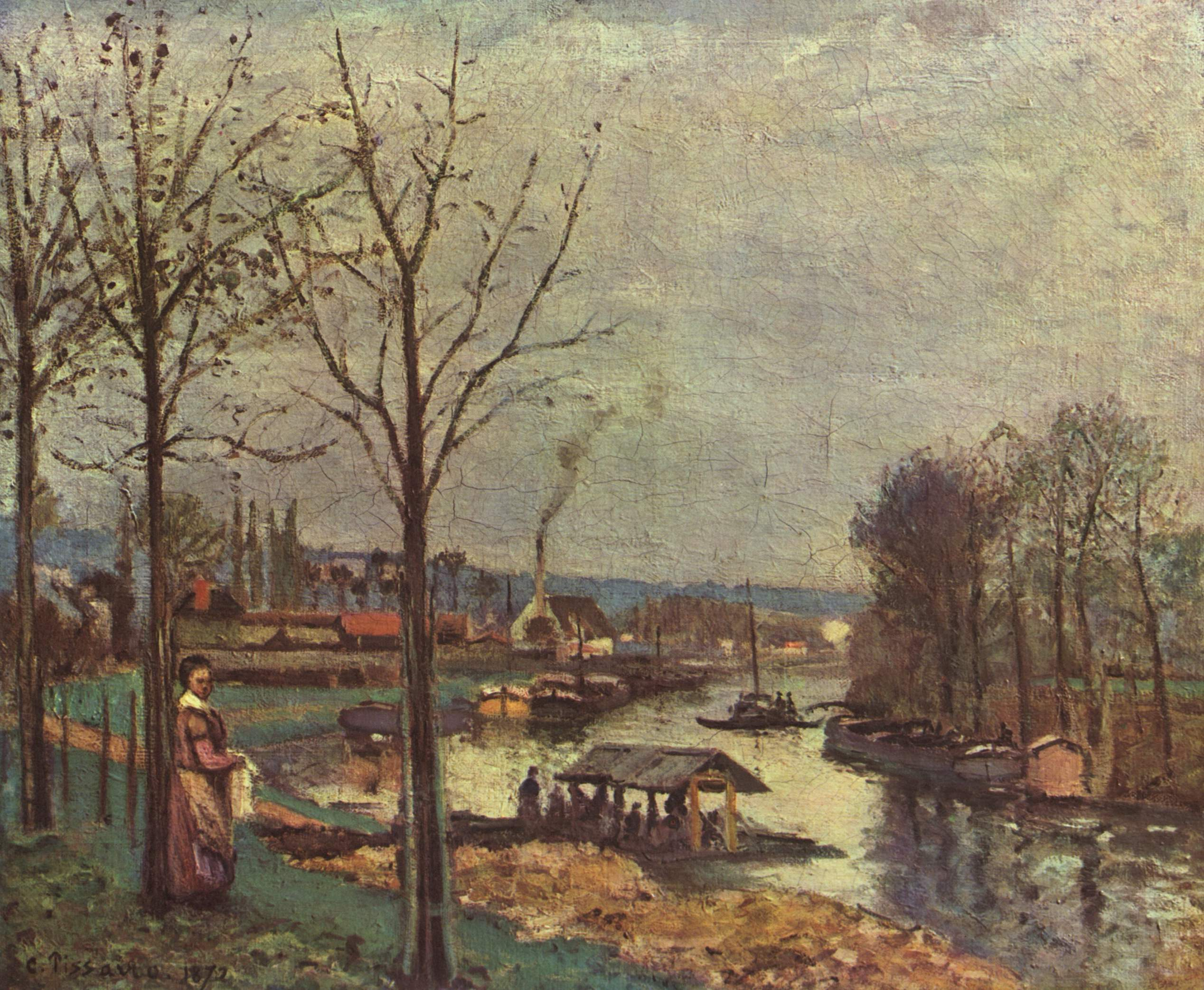
La Seine à Port-Marly, le lavoir Camille Pissarro Musée d'Orsay, Paris

1878

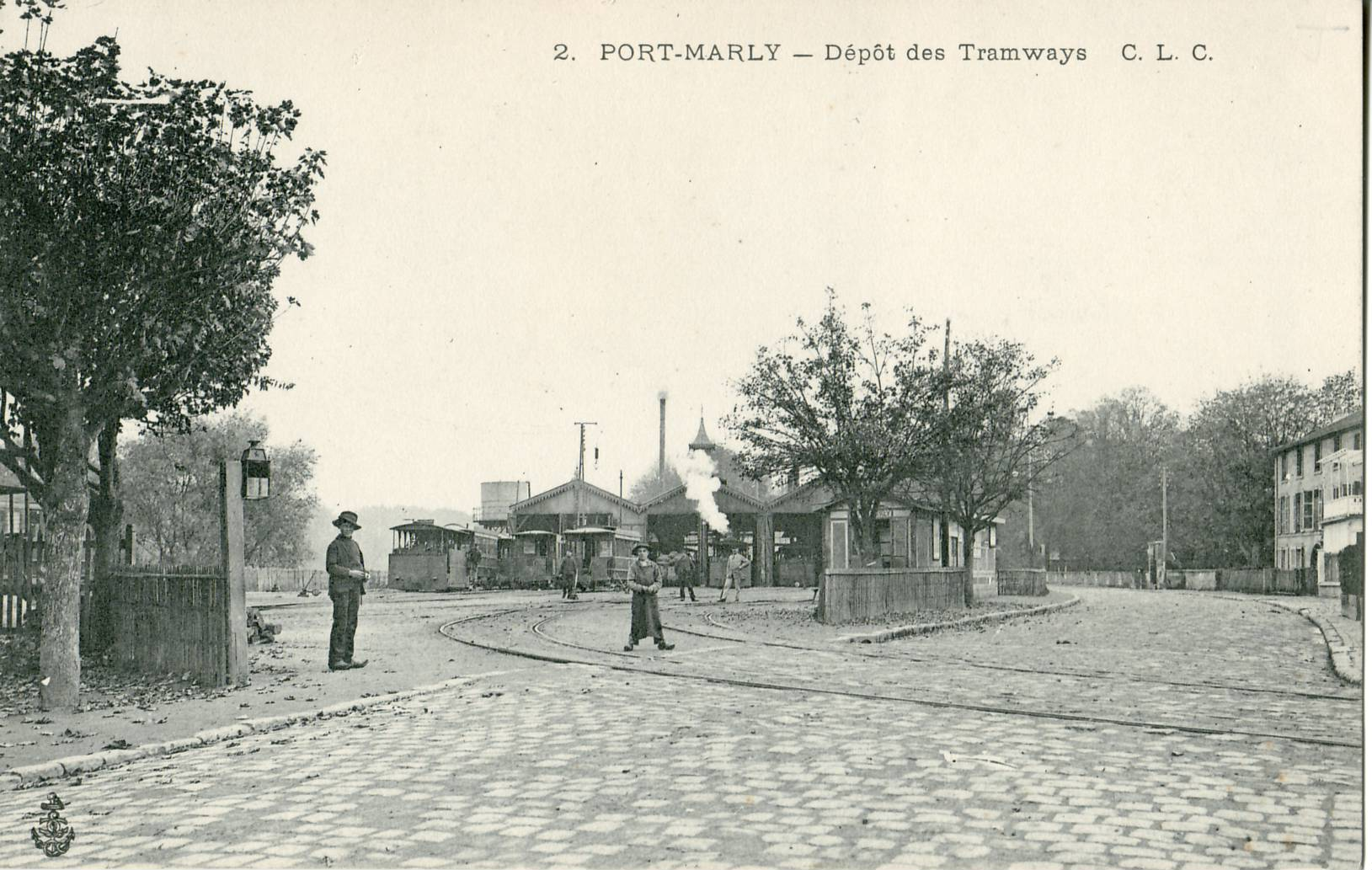
Le dépôt des tramways, avant la Première Guerre mondiale.

La société anonyme du Tramway à Vapeur de Rueil à Marly-le-Roi (TVRMR) créée en 1877, met en service le 14 avril 1878 la ligne entre Rueil et Port-Marly (durée du trajet 36 min). Un train sur deux empruntait l’embranchement vers l’abreuvoir de Marly-le-Roi (durée 48 min). Des locomotives sans foyer et « à eau surchauffée » conçues par l’ingénieur Léon Francq furent d’abord mises en service ; puis divers matériels de traction furent employés au fur et à mesure des progrès techniques des machines à vapeur, jusqu’à l’électrification le 20 mai 1911.
La rampe de Port-Marly (route de Versailles (ex-N 186), puis avenue de l'Abreuvoir à Marly) avec sa pente de 70 mm par mètre était redoutée des ingénieurs de l'époque car elle servait à tester la puissance des locomotives à vapeur et donc à valider l'obtention des concessions dans la région. Un accident spectaculaire entre deux locomotives s'y produisit d'ailleurs en 1888 au cours d'un essai.
Le 1er janvier 1921 – comme toutes les compagnies de tramways - la ligne est regroupées dans la STCRP « Société des transports en commun de la région parisienne » ancêtre de la RATP. La ligne porte alors le no 59.
XXe siècle La pollution croissante de la Seine (pollution par les nitrates et pesticides, pollution liée aux eaux de pluie entraînant des polluants des zones urbaines) a des répercussions sur ses berges. Au Port-Marly, seule subsiste de la grande activité précédente la fabrication de « Javel la Neige » de la famille Verrier.
C’est sur l’île de la Loge que se réfugieront les énergies créatrices du docteur Château et de sa ferme expérimentale Jersey-Farm qui utilise déjà la traite électrique des vaches. À côté, l’aventurier chimiste Magondeaux utilise un brevet inédit, gagné au jeu, de fabrication d’acétylène.
On trouve de l’embauche dans le « Tram à vapeur », le dépôt de Port-Marly étant un nœud ferroviaire important sur les lignes reliant Paris – place de l’Étoile à Saint-Germain-en-Laye et à Marly-Abreuvoir. Il se situait entre la Seine et la rue de Paris à la hauteur de l'actuelle mairie.
1914 La Grande Guerre vide la commune de ses enfants. Une famille sur dix est touchée. Le couturier Doucet, passionné de golf crée un green de 18 trous de renommée internationale, qui perdurera pendant plus d’un demi-siècle jusqu’en 1969 (centre culturel Saint-Exupéry et Pyramides).
1940 Le Port cesse ses activités commerciales.
1950 Les mutations galopantes de l’après-guerre : explosion démographique, urbanisation en marche, circulation intense modifient l’aspect encore villageois de la commune. C’est la percée de la nationale 13. Les grands ensembles immobiliers remplacent les espaces verts (le parc du château des Lions devient le quartier des Lions, celui du château de la Corbellerie devient le quartier des Corbelleries, deux quartiers qui accueillent les nouveaux ouvriers et les nouvelles vagues immigrantes. Puis le domaine du chalet Keratry et La Source deviennent des zones d'habitations), les jardins, les vergers du haut du village, Marly-Soleil, les Plains Champs, etc. Les restaurants remplacent les petits commerces qui faisaient la convivialité du village.
2017 Le 20 mai, une passerelle piétonne reliant la ville à l'Île de la Loge est inaugurée.

## Politique et administration

### Liste des maires
| Période                                  | Période                      | Identité            | Étiquette   | Qualité |
| ---------------------------------------- | ---------------------------- | ------------------- | ----------- | --- |
| Les données manquantes sont à compléter. |                              |                     |             | |
| 1862                                     | 1865                         | Mardochée Sourdis   |             | banquier |
| 1874                                     | 1875                         | Émile de Kératry    |             | |
| Les données manquantes sont à compléter. |                              |                     |             | |
| mai 1945                                 | mars 1971                    | Louis Bourgeois     |             | |
| mars 1971                                | 1985                         | Pierre Lallemant    |             | Ancien ingénieur dans l'aéronautique Démissionnaire                                                                                             |
| 1985                                     | juin 1995                    | Louis Didier        | DVD         | |
| juin 1995                                | mars 2001                    | Philippe Godet      | DVD         | |
| mars 2001                                | juillet 2003                 | Philippe Genin      | DL puis UMP | Démissionnaire |
| septembre 2003                           | mai 2020                     | Marcelle Gorgues    | UMP → LR    | Retraitée de l'enseignement Conseillère départementale de Chatou (2015 →) Vice-présidente de la CA Saint Germain Boucles de Seine (2016 → 2020) |
| mai 2020                                 | En cours (au 9 juillet 2020) | Cédric Pemba-Marine | MoDem       | Cadre de la fonction publique Vice-président de la CA Saint Germain Boucles de Seine (2020 →)                                                   |

### Distinctions et labels
En 2003, la commune a reçu le label « Mention Ville Internet ».

## Population et société

### Démographie

#### Évolution démographique
L'évolution du nombre d'habitants est connue à travers les recensements de la population effectués dans la commune depuis 1793. Pour les communes de moins de 10 000 habitants, une enquête de recensement portant sur toute la population est réalisée tous les cinq ans, les populations de référence des années intermédiaires étant quant à elles estimées par interpolation ou extrapolation. Pour la commune, le premier recensement exhaustif entrant dans le cadre du nouveau dispositif a été réalisé en 2007.

En 2022, la commune comptait 5 583 habitants, en évolution de +1,64 % par rapport à 2016 (Yvelines : +2,72 %, France hors Mayotte : +2,11 %).
| 1793 | 1800 | 1806 | 1821 | 1831 | 1836 | 1841 | 1846 | 1851 |
| ---- | ---- | ---- | ---- | ---- | ---- | ---- | ---- | ---- |
| 646  | 547  | 524  | 431  | 590  | 473  | 558  | 529  | 497  |

| 1856 | 1861 | 1866 | 1872 | 1876 | 1881 | 1886 | 1891 | 1896 |
| ---- | ---- | ---- | ---- | ---- | ---- | ---- | ---- | ---- |
| 531  | 621  | 610  | 748  | 738  | 900  | 914  | 946  | 974  |

| 1901 | 1906  | 1911  | 1921  | 1926  | 1931  | 1936  | 1946  | 1954  |
| ---- | ----- | ----- | ----- | ----- | ----- | ----- | ----- | ----- |
| 989  | 1 058 | 1 112 | 1 181 | 1 201 | 1 237 | 1 124 | 1 098 | 1 422 |

| 1962  | 1968  | 1975  | 1982  | 1990  | 1999  | 2006  | 2007  | 2012  |
| ----- | ----- | ----- | ----- | ----- | ----- | ----- | ----- | ----- |
| 3 650 | 4 331 | 3 921 | 3 518 | 4 181 | 4 412 | 4 608 | 4 623 | 5 089 |

| 2017  | 2022  | - | - | - | - | - | - | - |
| ----- | ----- | - | - | - | - | - | - | - |
| 5 532 | 5 583 | - | - | - | - | - | - | - |

#### Pyramide des âges
En 2018, le taux de personnes d'un âge inférieur à 30 ans s'élève à 39,6 %, soit au-dessus de la moyenne départementale (38 %). À l'inverse, le taux de personnes d'âge supérieur à 60 ans est de 16,6 % la même année, alors qu'il est de 21,7 % au niveau départemental.
En 2018, la commune comptait 2 678 hommes pour 2 831 femmes, soit un taux de 51,39 % de femmes, légèrement supérieur au taux départemental (51,32 %).
Les pyramides des âges de la commune et du département s'établissent comme suit.
| Hommes | Classe d’âge | Femmes |
| ------ | ------------ | ------ |
| 0,7    | 90 ou +      | 2,0    |
| 3,1    | 75-89 ans    | 4,4    |
| 12,0   | 60-74 ans    | 10,8   |
| 19,4   | 45-59 ans    | 20,6   |
| 24,9   | 30-44 ans    | 22,8   |
| 19,2   | 15-29 ans    | 19,7   |
| 20,7   | 0-14 ans     | 19,5   |

| Hommes | Classe d’âge | Femmes |
| ------ | ------------ | ------ |
| 0,6    | 90 ou +      | 1,4    |
| 6      | 75-89 ans    | 7,8    |
| 13,5   | 60-74 ans    | 14,8   |
| 20,7   | 45-59 ans    | 20,1   |
| 19,6   | 30-44 ans    | 19,9   |
| 18,5   | 15-29 ans    | 16,8   |
| 21,2   | 0-14 ans     | 19,2   |

### Sports
La ville possède un club d'aviron : le Rowing Club de Port-Marly (RCPM) fondé en 1948 sur les bords de Seine, rue de Paris. Ce club est classé 72e club national en IVe division (au classement FFSA). Il compte plus de 300 licenciés loisirs et compétitions confondus. Les rameurs du club viennent majoritairement de Marly-le-Roi et de Port-Marly, mais aussi de Saint-Germain-en-Laye et du Pecq.

## Économie

### Revenus de la population et fiscalité
En 2010, le revenu fiscal médian par ménage était de 38 366 €, ce qui plaçait Le Port-Marly au 3 477e rang parmi les 31 525 communes de plus de 39 ménages en métropole. Cette moyenne est inférieure à celle de certaines communes voisines telle que Marly-le-Roi (44 022 €), Louveciennes (56 787 €) ou encore Croissy-sur-Seine (57 747 €), bien que restant élevée par rapport à celle de la région et du pays.

### Santé
Port-Marly accueille un important centre hospitalier privé, la Clinique de l'Europe

## Culture locale et patrimoine

### Patrimoine architectural
La ville abrite le château de Monte-Cristo, demeure et parc d'Alexandre Dumas. Ce château, d'inspiration Renaissance s'élève dans un parc à l'anglaise avec grottes et cascades. Au fond du parc se trouve le château d'If, cabinet de travail de l'écrivain.

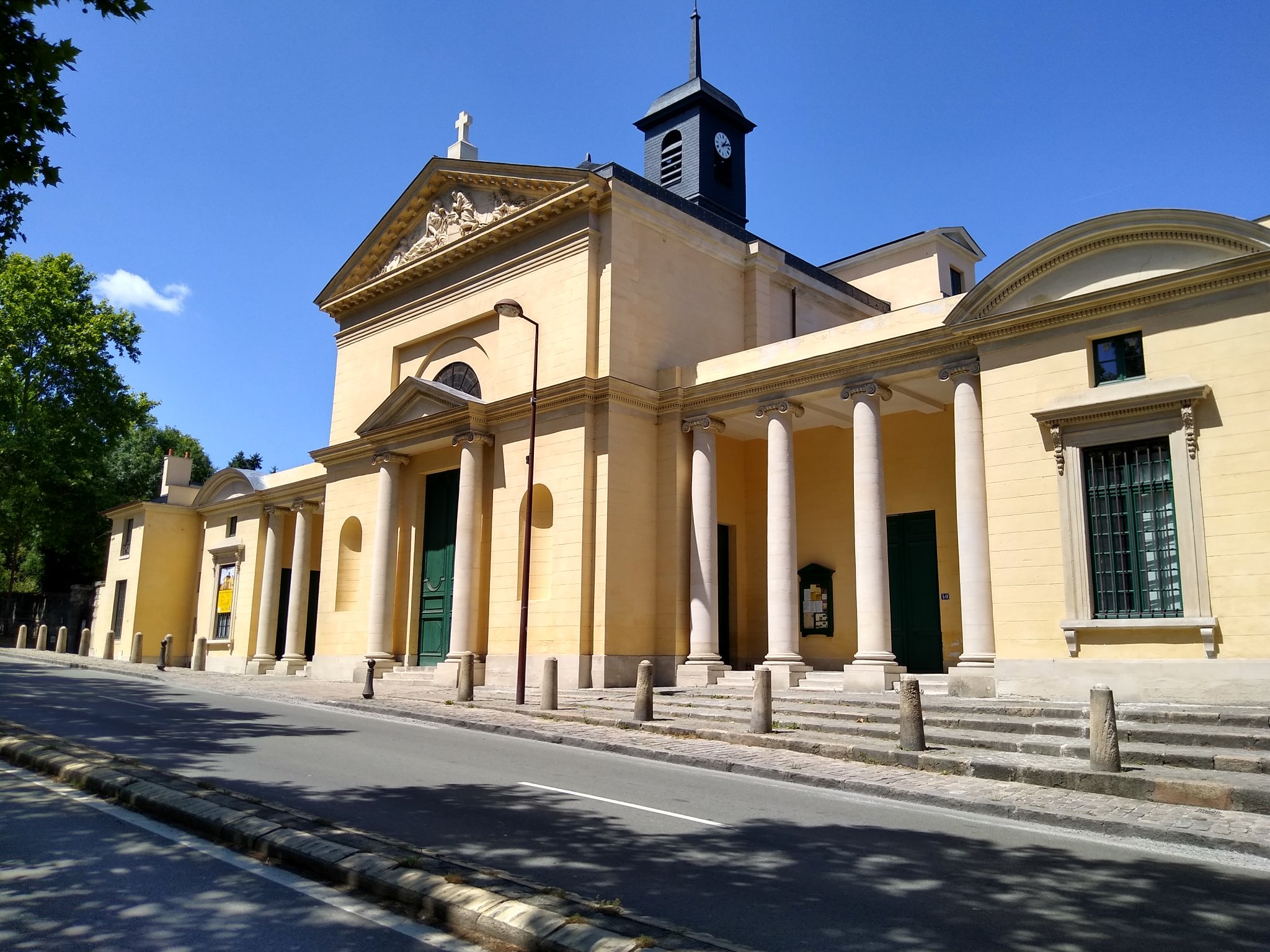
Église Saint-Louis.

Édifiée de 1778 à 1780, l'église Saint-Louis est un chef-d'œuvre néoclassique d'Étienne-François Legrand offert par Louis XVI aux Marlyportains. Les offices y sont menés, depuis 1988, par les prêtres de l'Institut du Christ-Roi Souverain Prêtre selon la forme tridentine du rite romain. Ces derniers sont rattachés à la Maison Saint François de Sales de Marly-le-Roi. De plus, l'église bénéficie de la présence des scouts de la "Troupe 1re Port-Marly", affiliée au Scouts d'Europe mais aussi des autres branches : trois meutes et deux clairières pour la branche jaune ; deux compagnies et deux troupes pour la branche verte ; un clan et un feu pour la branche rouge.« L’église a subi d’importants travaux de réfection de sa toiture, longtemps nécessaires, qui ont entraîné sa fermeture entre 2016 et 2017. Ces travaux sont désormais achevés.
Ancienne demeure des seigneurs de Prunay, rebâtie en 1806, le château des Lions abrite l'hôtel de ville depuis 1971. La salle des mariages appelée salle Jacques-II, classée à l'inventaire des monuments historiques, présente un remarquable décor, chef-d'œuvre de la peinture française du XVIIe siècle, peint par Michel Dorigny.

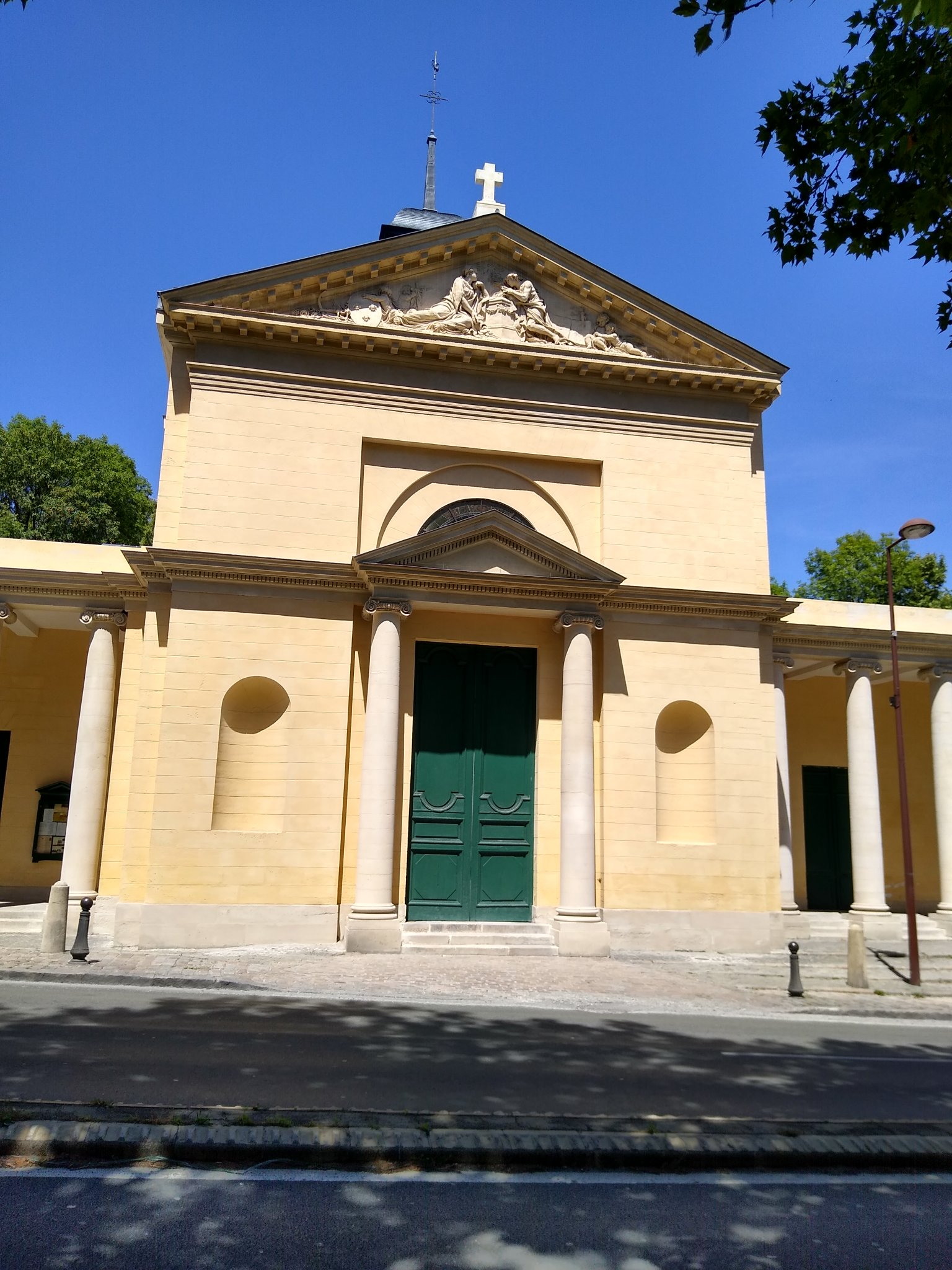
Le porche d'entrée de l'église Saint-Louis.
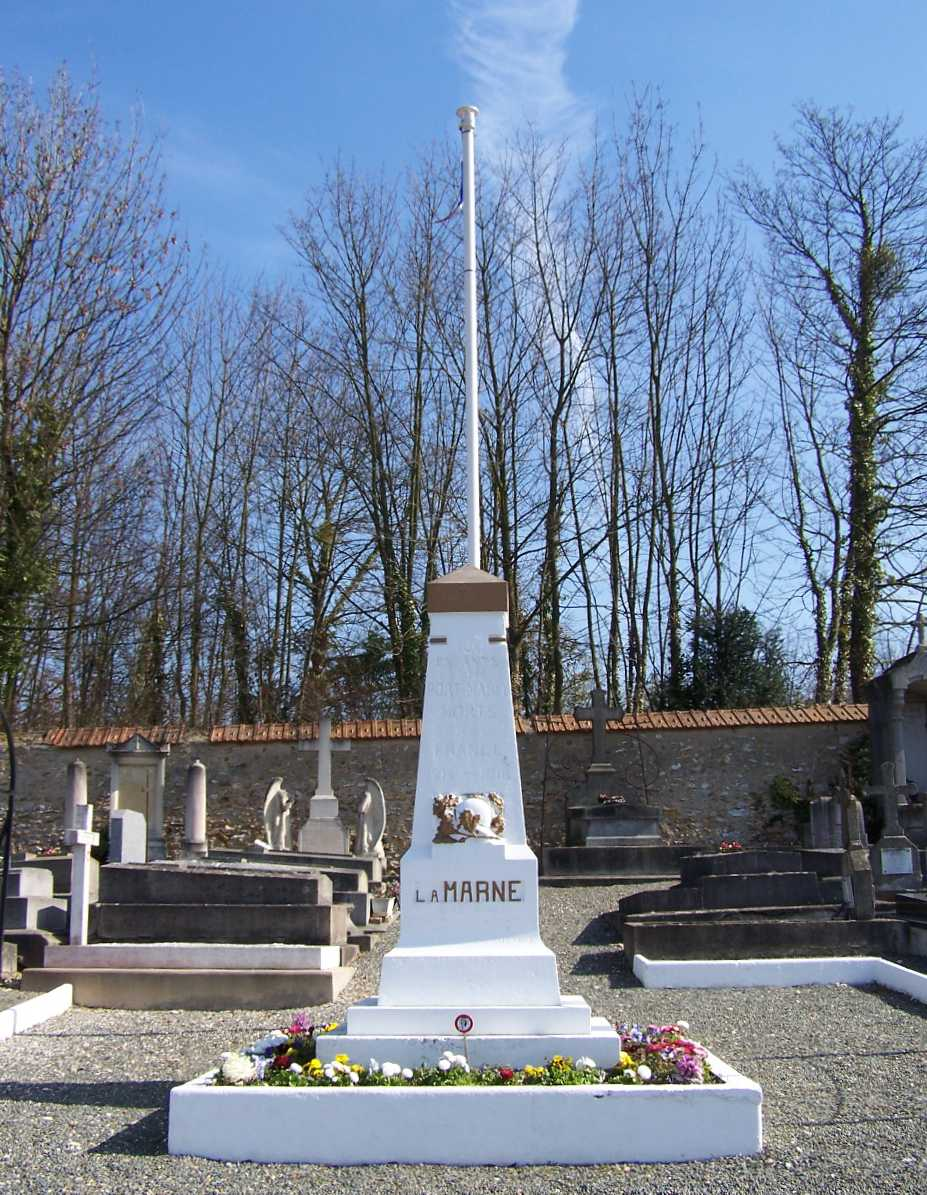
Le monument aux morts au cimetière.

### Peinture
La ville a servi de modèles à plusieurs peintres dont Camille Pissarro, Alfred Sisley et Maurice de Vlaminck (La Vallée de Port-Marly, 1904).
En 2002, pour entretenir l'héritage culturel laissé par les Impressionnistes dans les Yvelines, Le Port-Marly, avec huit autres communes riveraines de la Seine, Carrières-sur-Seine, Chatou, Croissy-sur-Seine, Bougival, Louveciennes, Marly-le-Roi, Le Pecq et Noisy-le-Roi, crèe le label et la structure « Pays des Impressionnistes ».

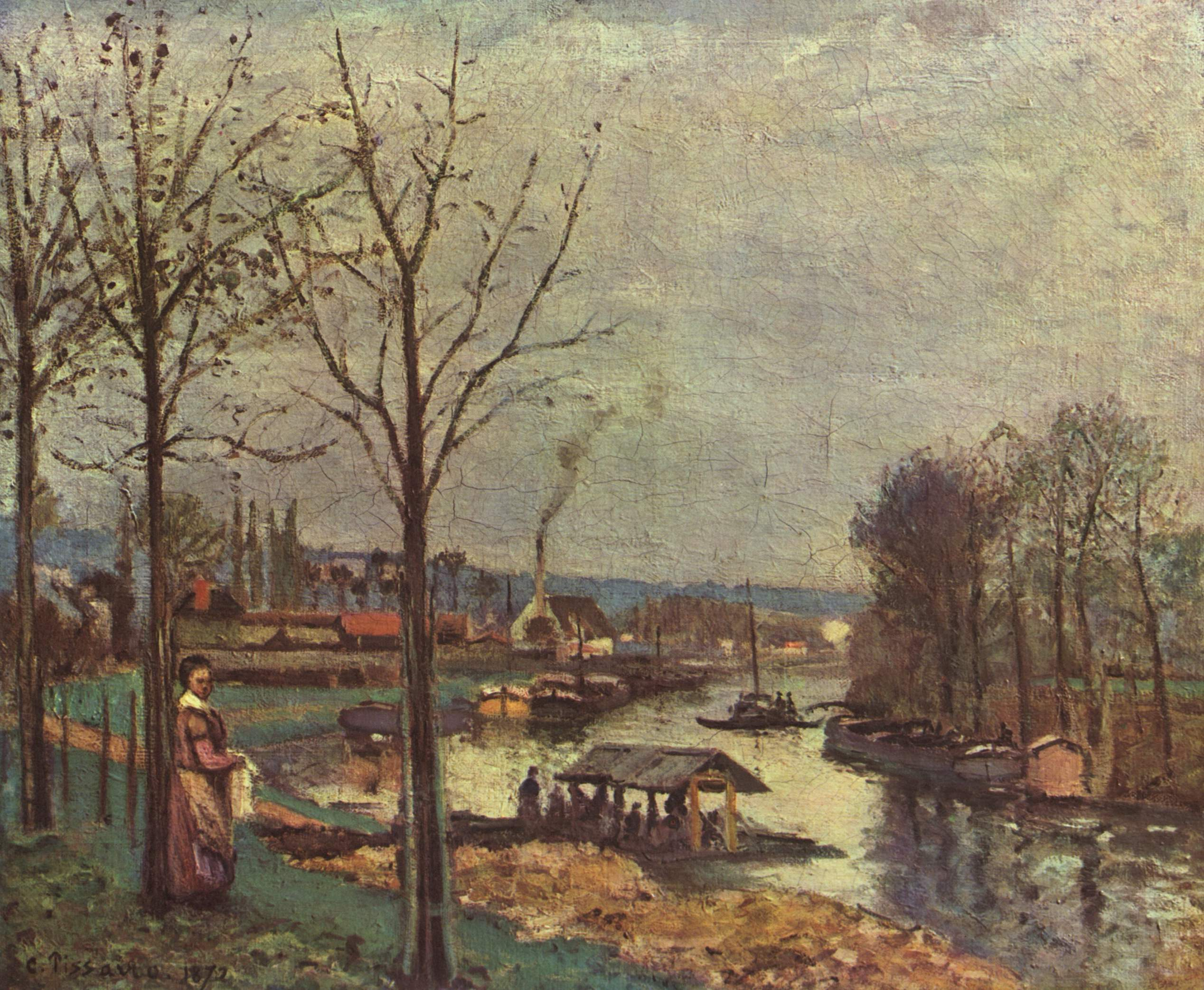
La Seine à Port-Marly, le lavoir Camille Pissarro, 1872 Musée d'Orsay, Paris.
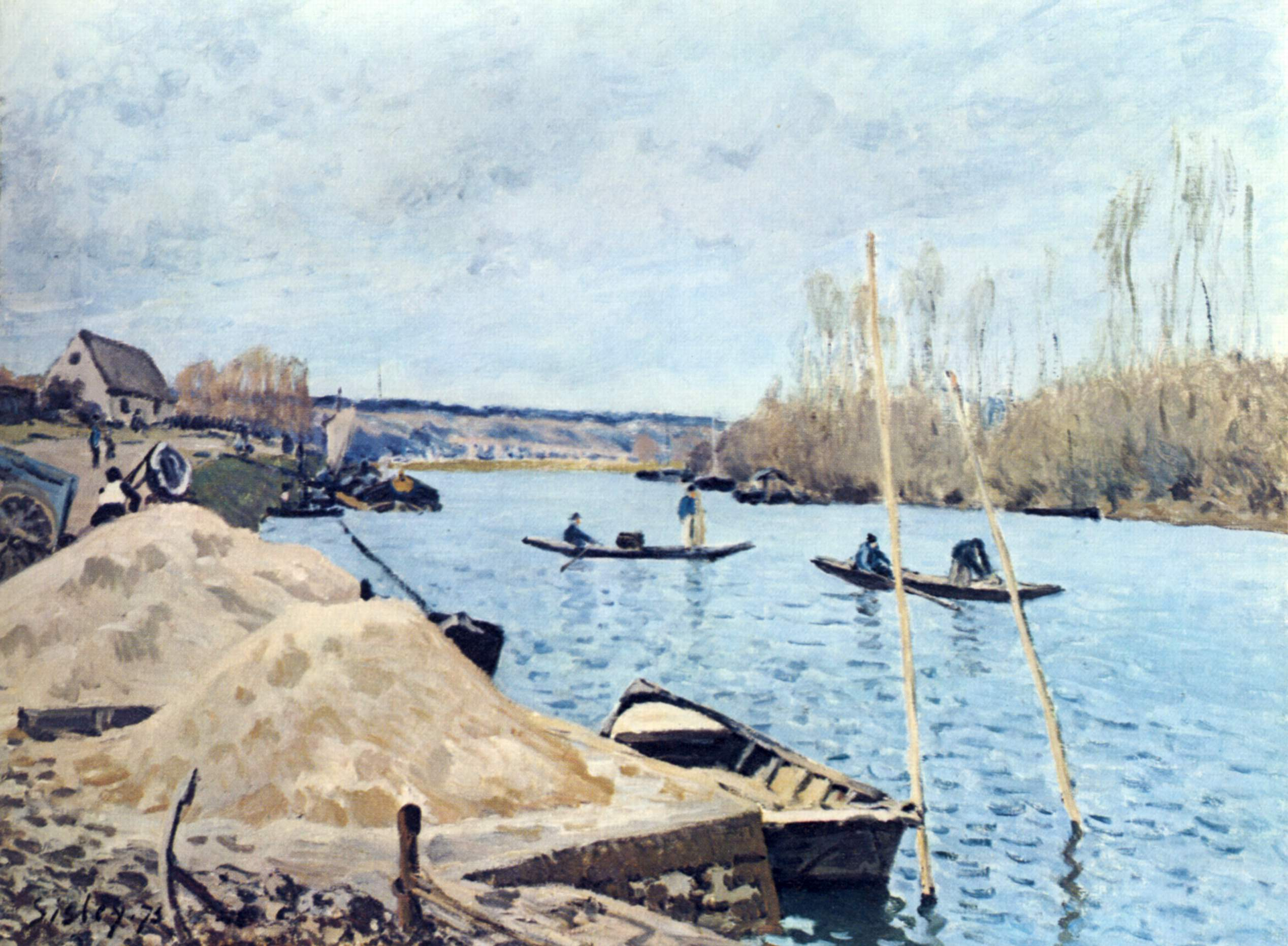
La Seine à Port-Marly - Les piles de sable Alfred Sisley, 1875 Art Institute, Chicago.
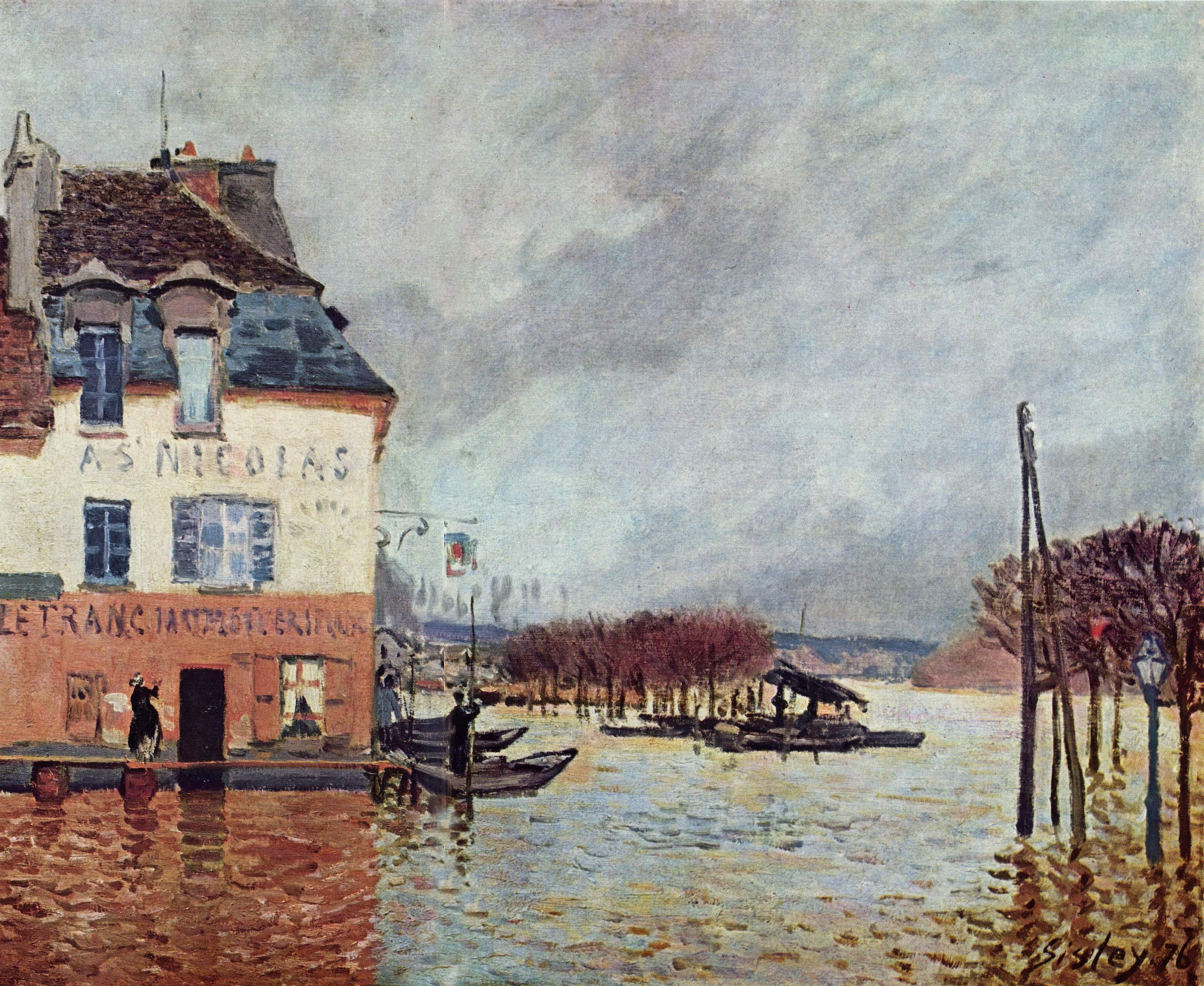
L'Inondation à Port-Marly Alfred Sisley, 1876 Musée des beaux-arts, Rouen.
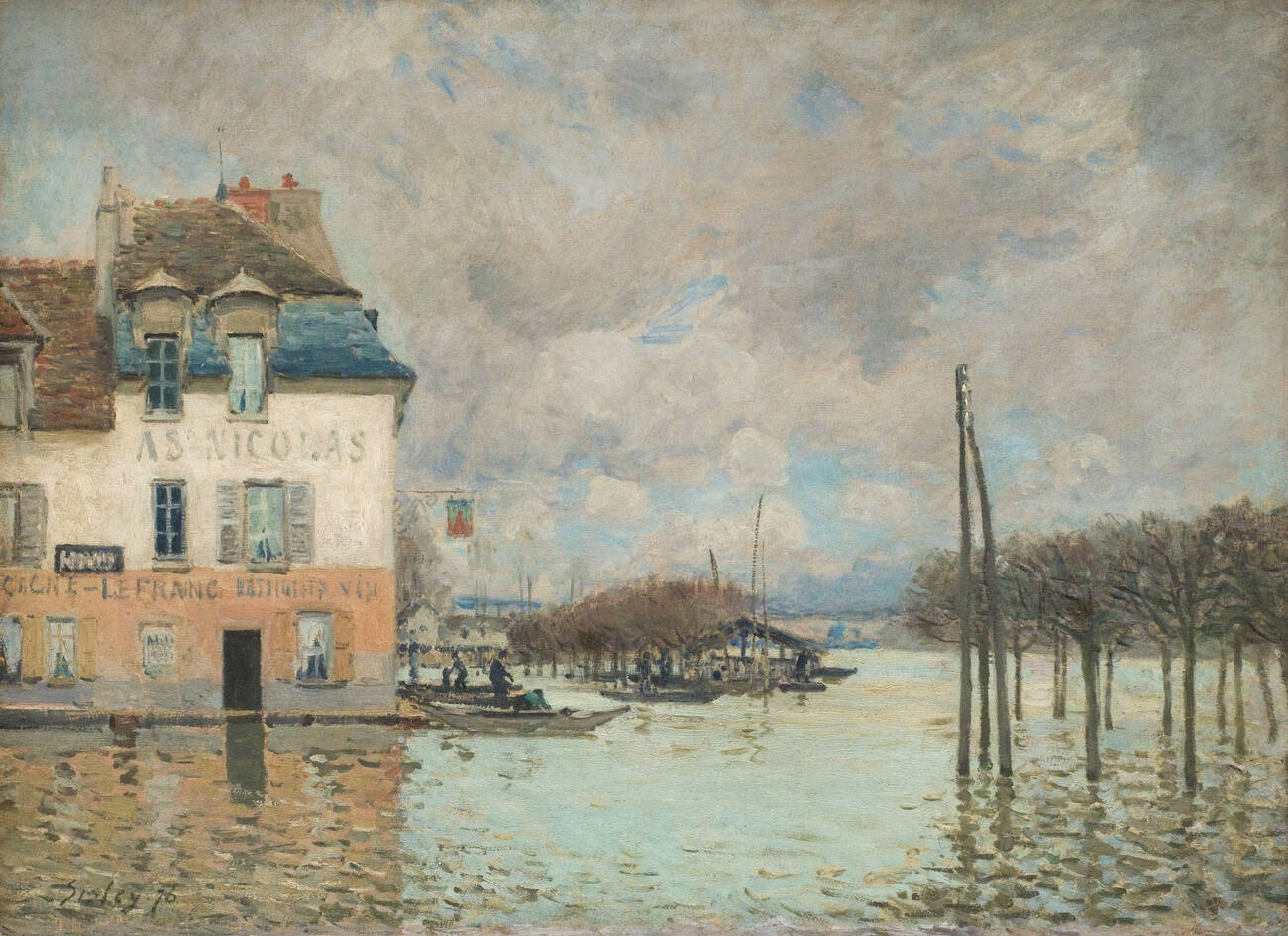
L'Inondation à Port-Marly Alfred Sisley, 1876 Musée d'Orsay, Paris.
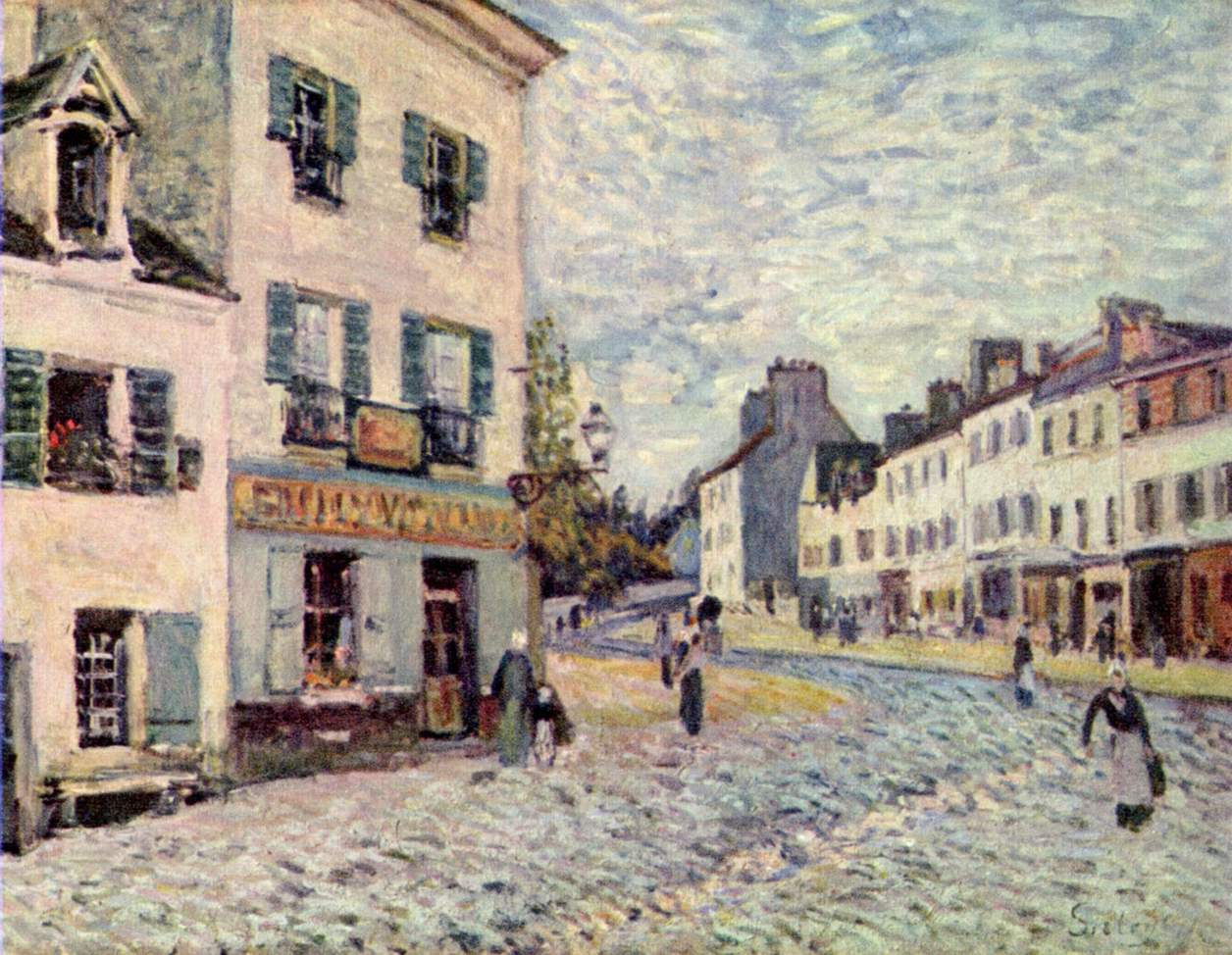
Une rue à Marly (titre inexact) Alfred Sisley, 1876 Kunsthalle de Mannheim.

### Personnalités liées à la commune
- Georges Rodrigues-Henriques, (1830-1885), peintre ami de Camille Corot, propriétaire du château des Lions à Port-Marly.
- Horace Valbel (1858-1924), chansonnier, y est né.
- Thierry Gilardi, (1958-2008), journaliste et commentateur sportif, décédé à la clinique du Port-Marly.
- Le chanoine Gaston Roussel, curé du Port-Marly de 1965 à 1985.
- Jean Topart, (1922-2012), comédien, décédé à Port-Marly.
- Louis Bonatre, (1887-1969), coureur automobile, y habita.
- Roger Pierre, (1923, 2010), acteur comique, y vécut jusqu'à la fin de sa vie.
- Michel Laurent, chanteur de variétés  (1944 - 2023), est décédé à Port-Marly.

### Héraldique
| Armes de Port-Marly | Les armes de Port-Marly se blasonnent ainsi : parti, au premier d’or à la demi-croix de gueules mouvant de la partition cantonnée de deux alérions d’azur, au deuxième d’azur à la nef équipée d’or voguant sur des ondes du même mouvant de la pointe. |